# 和乐海南溪蟹
和乐海南溪蟹（学名：Hainanpotamon helense）为溪蟹科海南溪蟹属的动物，分布于海南岛等地，主要栖息于海拔500 米左右的溪流两岸泥洞中或石下。